# علوان مهدي الجيلاني
علوان أحمد عبد الله مهدي الجيلاني شاعر وناقد وباحث يمني في التراث الشعبي والروحي ويعد من وجوه المشهد الإبداعي الثقافي اليمني من جيل التسعينيات.
ولد في قرية الجيلانية –مديرية القناوص-محافظة الحديدة عام 1970 م درس في معلامة (كتُّاب) القرية، ودرس الابتدائية والإعدادية في مدرستي الوعي بالجيلانية، والفتح في القناوص أما الثانوية فدرسها بمدرسة ذو آل في مدينة الزيدية ثم التحق بكلية الآداب – جامعة صنعاء – قسم اللغة العربية.

## أهم الأعمال
1-	الوردة تفتح سرتهاـ دار أزمنة عمان ــ الأردن 1998 م.
2-	راتب الألفة ــ مركز الحضارة العربية ــ القاهرة 1999 م.
3-	إشراقات الولد الناسي ــ الهيئة العامة اليمنية للكتاب ـ صنعاء 1999 م.
4-	غناء في مقام البعد ــ طبعة أولى ــ مؤسسة العفيف الثقافية صنعاء 2000 م......طبعة ثانية: مركز عبادي للدراسات والنشرـ صنعاء 2007 م.
5-	كتاب الجنة ــ ديوان شعر ــ اتحاد الأدباء والكتاب اليمنيين 2004 م.
6-	صدرت أربعة من دواوينه هي: (الوردة تفتح سرتها، كتاب الجنة، إشراقات الولد الناسي، راتب الألفة) في مجلد واحد ضمن منشورات صنعاء عاصمة للثقافة العربية 2004 م.
7-ديوان الحضراني (جمع وتحقيق وتقديم) صدر عن وزارة الثقافة صيف 2006 م، وصدرت طبعة ثانية تتضمن نصوصاً جديدة، عناوين بوكس- القاهرة، 2024 م.
8- (امناجي ثواب. وكوميديا الألم) مركز عبادي للدراسات والنشرـ صنعاء 2007 م.
9- قمر في الظل (قراءات في تجارب رواد الإبداع والثقافة في اليمن)، عن وزارة الثقافة ضمن إصدارات تريم عاصمة للثقافة الإسلامية 2010 م.
10-أصوات متجاورة (قراءات في الإبداع الشعري لجيل التسعينيات في اليمن) عن وزارة الثقافة ضمن إصدارات تريم عاصمة للثقافة الإسلامية 2010 م.
11- ديوان عبد الرحمن بكيرة ( تحقيق مشترك مع أحمد حسن عياش يعقوب ) عن وزارة الثقافة ضمن إصدارات تريم عاصمة للثقافة الإسلامية 2010 م.
12- عبد الباري طاهر صوت الحرية وقلمها ( كتاب مشترك مع هشام محمد ) عن وزارة الثقافة - صنعاء- 2014 م .
13- عبد الباري طاهر صوت الحرية وقلمها ( فيلم وثائقي - كتابة المادة والسيناريو والمونتاج ) صنعاء 2014 م.
14- يد في الفراغ ( مجموعة شعرية ) عن الهيئة المصرية العامة للكتاب - سلسة الإبداع العربي - القاهرة 2016 م.
15- مفاتيح الأدراج (مقاربات مختلفة في إبداعات سردية) عن وزارة الثقافية اليمنية ومؤسسة أروقة للدراسات والترجمة والنشر -القاهرة - 2018م.
16- بنو حشيبر.. إرث العلم وبذخ الولاية، أروقة للدراسات والترجمة والنشر، القاهرة، 2018م
17- منثور الحكم لمحمد بن عمر حشيبر (دراسة وتحقيق وتعليق)، أروقة للدراسات والترجمة والنشر، القاهرة، 2018م
18- مَـلامَـتِـيّــــــــــة (قراءات في تجارب إبداعية وثقافية)، أروقة للدراسات والترجمة والنشر، القاهرة 2018م
19-أحمد نَشَم أزمنة الفارس ومآثره، (ديوان شعر)،أروقة للدراسات أروقة للدراسات والترجمة والنشر القاهرة، 2019م
20- حَبَةُ البَرَدِ، ديوان شعر، مؤسسة أروقة للدراسات والترجمة والنشر-القاهرة 2020م.
21- جغرافيا طللية (دراسات ثقافية)، مؤسسة أروقة للدراسات والترجمة والنشر-القاهرة 2020م.
22- أورفيوس المنسي (رواية)، دار عناوين بوكس، القاهرة 2021م.
23- الحضراني في الرمال العطشى (دراسات أدبية)، دار عناوين بوكس، القاهرة 2022م.
24- مِعْلَامَة (رواية)، دار عناوين بوكس، القاهرة 2023م.
25- شجون الغريبة: تحولات قصيدة النثر من صفحات "مجلة شعر" إلى صفحات فيسبوك،  دار عناوين بوكس، القاهرة 2023م.
26- زمن المقالح عبدالكريم (سردية سيرية)، مؤسسة شعراء على نافذة العالم، صنعاء 2023 م.
27- ألبومات آدم الثاني(شعر)، وزارة الثقافة العراقية، طبعة بغداد، 2025 م.
أعمال تناولت تجربته:
صدر عنه كتاب بعنوان "شطرنج المتعدد" للكاتب عبدالرقيب الوصابي، صدر عن منشورات مواعيد، صنعاء 2023م.